# آگولیس بالا
آگولیس بالا (به لاتین: Yuxarı Əylis، به ارمنی: Վերին Ագուլիս ورین آغولیس) یک منطقهٔ مسکونی در جمهوری آذربایجان است که در شهرستان اردوباد واقع شده‌است. آگولیس بالا ۱٬۹۱۶ نفر جمعیت دارد.